# Черноруцкий, Михаил Васильевич
Михаил Васильевич Черноруцкий (25 ноября [7 декабря] 1884 — 1957) — российский и советский терапевт, академик Академии медицинских наук СССР (1945), заслуженный деятель науки РСФСР, профессор Петроградского медицинского института, Председатель правления ленинградского Терапевтического общества имени С. П. Боткина и Ревматологического общества, член президиума Всесоюзного комитета по изучению ревматизма, член Ученого Медицинского Совета Министерства здравоохранения РСФСР.

## Биография
В 1908 году закончил Военно-медицинскую академию в г. Санкт-Петербурге, после окончания академии остался работать там же на кафедре госпитальной терапии, одновременно работал в Институте экспериментальной медицины в лаборатории биологической химии у профессора Н. О. Зибер-Шумовой по 1916 год.
В 1911 году защитил диссертацию на тему «К вопросу о влиянии нуклеиновой кислоты на животный организм. Экспериментальное исследование» и получил ученую степень доктора медицинских наук. С 1921 года был заместителем председателя Всесоюзного научного общества терапевтов. В октябре 1922 году стал профессором на кафедре диагностической терапевтической клиники, годом позже его назначили заведующим кафедрой госпитальной терапии 1-го Петроградского медицинского института. С 1934 по 1938 год был председателем Бюро и заведующим терапевтической клиникой Ленинградского филиала Всесоюзного института экспериментальной медицины по изучению гомеотерапии и деканом лечебного факультета.
В годы блокады Ленинграда оставался на посту заведующего кафедрой госпитальной терапии 1-гоПетроградского (Ленинградского) медицинского института, занимаясь вопросами организации здравоохранения и проводя консультации в четырёх госпиталях.
.
В 1945 году его избрали действительным членом Академии медицинских наук СССР и удостоили почетного звания заслуженный деятель науки РСФСР. С декабря 1948 года работал по совместительству заведующим клинико-физиологическим отделом Института физиологии центральной нервной системы Академии Медицинских Наук СССР.
Похоронен на Серафимовском кладбище в Ленинграде. Ему была возведена мраморная мемориальная доска на здании клиники Первого Санкт-Петербургского государственного медицинского университета им. И. П. Павлова, где Михаил Черноруцкий работал по 1957 год. В Мелеузе одна из улиц города названа в его честь — академика Академии Медицинских Наук СССР, профессора М. В. Черноруцкого.

«Это был милейший, я бы сказал, обаятельный человек: сдержанный, спокойный, благожелательный, душевный. В его клинике все его, конечно, любили, но никто не боялся, и поэтому дела шли как-то бесформенно, расплывчато, сами по себе, без воспитывающего влияния шефа», — описывает его в 1920-е годы А. Л. Мясников.

## Научная деятельность
М. В. Черноруцкий — автор более 90 научных работ, посвященных проблемам конституции, реактивности организма, вопросами преподавания терапии. Предложил номенклатуру конституциональных типов, разрабатывал проблемы ревматизма, аллергии в патогенезе некоторых заболеваний и алиментарной дистрофии. Автор учебника для студентов медицинских вузов «Диагностика внутренних болезней», который был переиздан 4 раза. Издал брошюру «Учение И. П. Павлова и клиническая медицина», был ответственным редактором сборников статей «Работы ленинградских врачей за годы Отечественной войны» и сборника трудов госпитальной терапевтической клиники Ленинградского медицинского института «Вопросы реактивности организма при внутренних заболеваниях». Под его руководством защищено 6 докторских и 22 кандидатских диссертаций.

## Награды и звания
- Орден Ленина 1944 года
- Орден Ленина 1954 года
- Медаль «За оборону Ленинграда»
- Медаль «За доблестный труд в Великой Отечественной войне 1941—1945 гг.»
- Знак «Отличник здравоохранения СССР»
- Заслуженный деятель науки РСФСР
- Лауреат премии им. профессора М. В. Ненцкого[3]